# Pianoforte a pedali

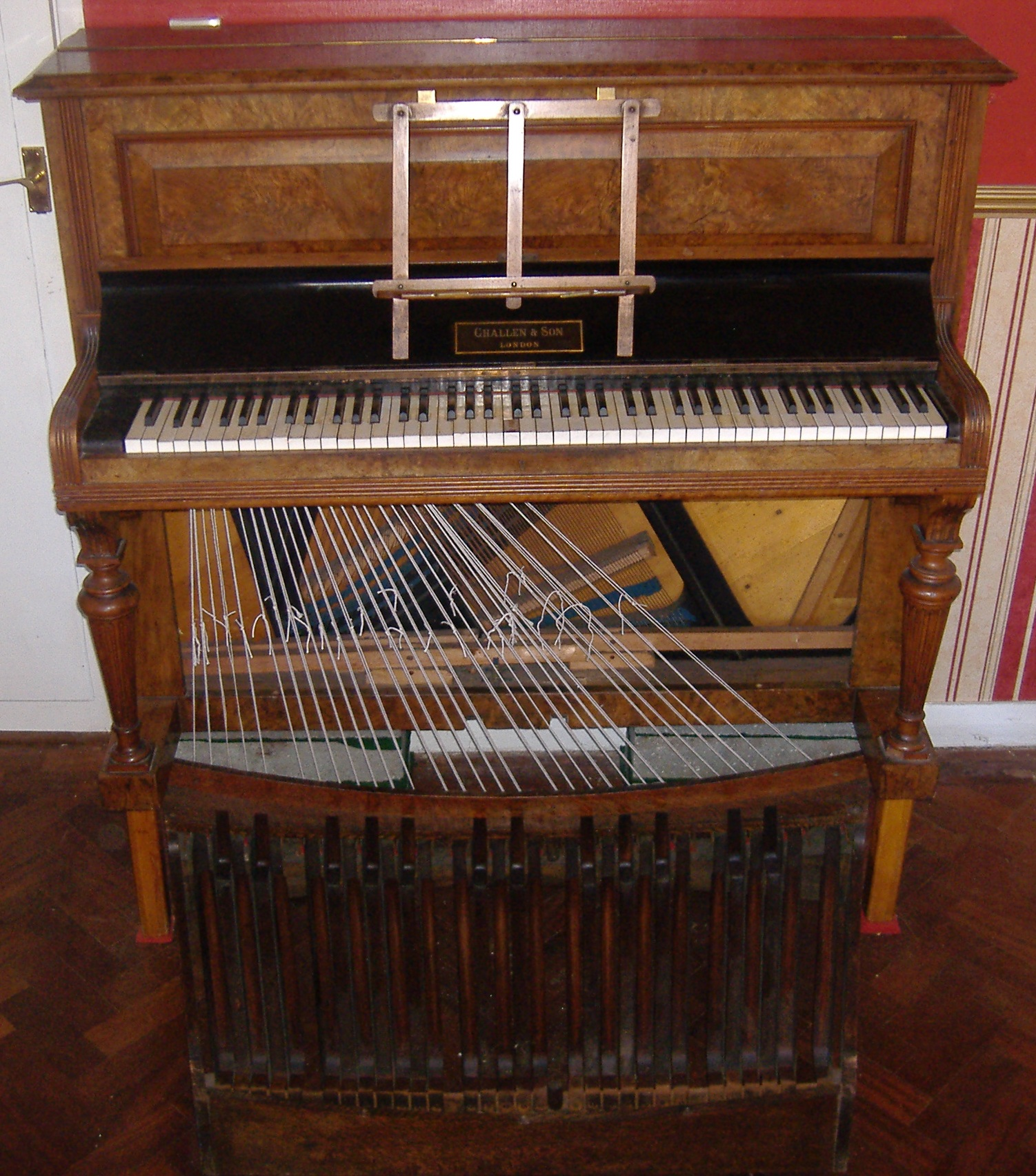
Pianoforte a pedali verticale

Il pianoforte a pedali (detto anche pianoforte a pedaliera o pedal piano) è un tipo di pianoforte. Comprende una pedaliera, che consente di suonare le note del registro basso con i piedi, come è consuetudine sull'organo. Esistono due tipi principali di pianoforti a pedali: nel primo la pedaliera può essere parte integrante dello strumento, utilizzando le stesse corde e lo stesso meccanismo della tastiera manuale (ad esempio il pianoforte a coda realizzato da Sébastien Érard del XIX secolo e il pianoforte verticale di Pleyel) , nel secondo tipo può consistere di due pianoforti indipendenti (ciascuno con la sua meccanica e le sue corde separate) posti uno sopra l'altro, un pianoforte standard suonato con le mani e un pianoforte con il registro dei bassi suonato con i piedi (ad esempio il pianoforte a pedali del XVIII secolo costruito da Anton Walter, posseduto da Wolfgang Amadeus Mozart, e il Doppio Borgato del XXI secolo realizzato da Luigi Borgato), oppure due pianoforti standard di cui quello inferiore viene suonato da una pedaliera che agisce sulla sua tastiera (manuale) attraverso uno speciale meccanismo (esempio il pianoforte Pinchi del XXI secolo).

## Storia

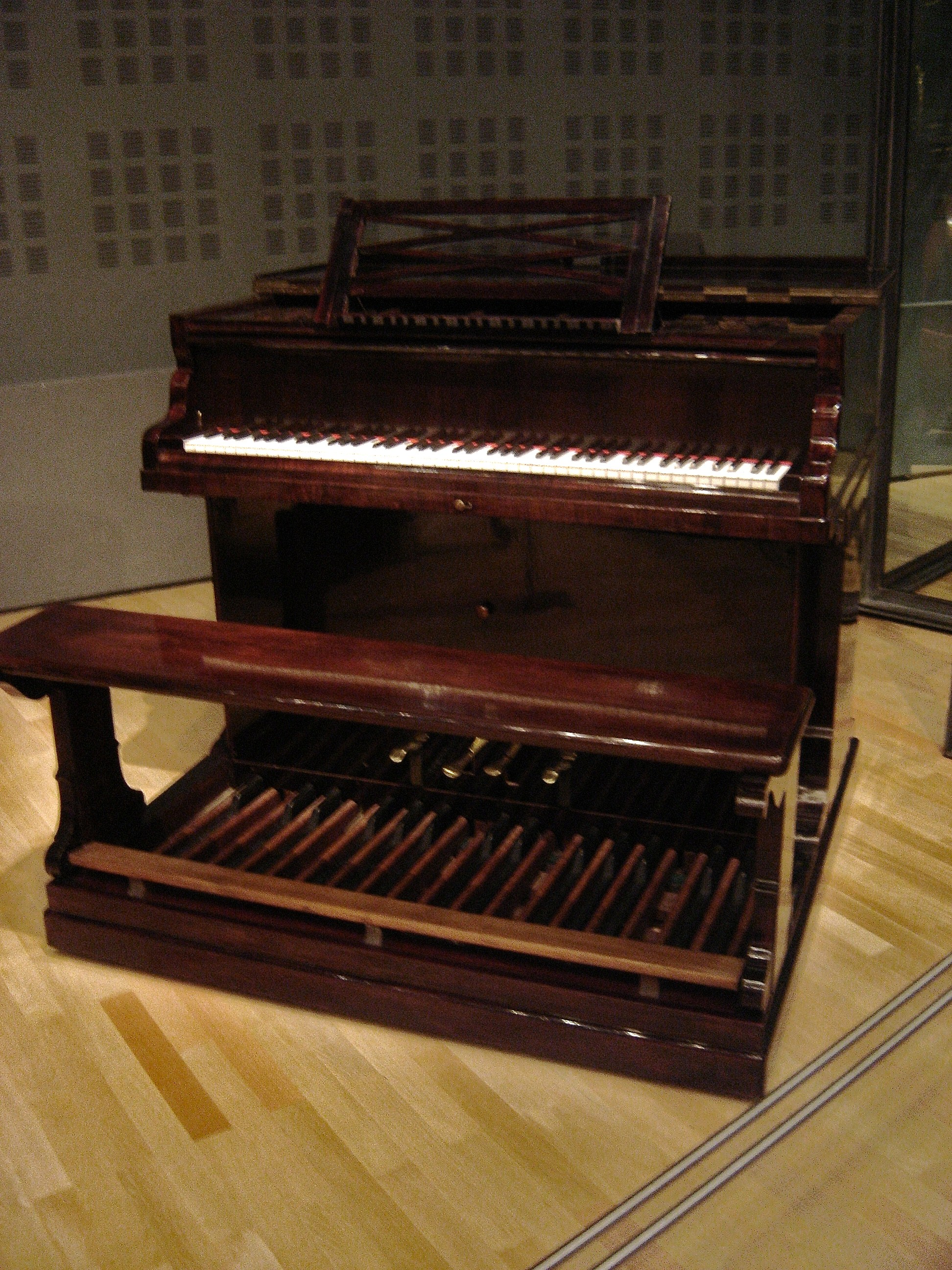
pianoforte Érard del 1853, conservato al Musée de la musique di Parigi

Le origini del pianoforte a pedali si trovano nel clavicordo a pedali e nel clavicembalo a pedali, di cui sopravvive un originale del primo mentre del secondo rimangono solo descrizioni e riproduzioni moderne. La prima citazione di un clavicordo con pedaliera compare intorno al 1460 in una sezione dedicata agli strumenti musicali in un trattato enciclopedico scritto dall'erudito Paulus Paulirinus (1413-1471). Gli organisti usavano questi strumenti per esercitarsi quando nessuno era disponibile per lavorare sui mantici di un organo da chiesa o, in inverno, per evitare di dover esercitarsi in una chiesa non riscaldata. Johann Sebastian Bach possedeva un clavicembalo a pedali e le sue sonate per trio d'organo BWV 525–530, Passacaglia e Fuga in do minore BWV 582 e altre opere possono essere suonate sullo strumento.
Wolfgang Amadeus Mozart possedeva un fortepiano a pedali indipendenti, costruito per lui nel 1785 da Anton Walter. Il padre ne fa menzione in una lettera alla figlia del 12 marzo 1785. Il manoscritto autografo del Concerto in re minore K 466, composto nello stesso anno, riporta una serie di accordi per la mano sinistra più note basse un'ottava più bassa, coprendo circa 2 misure 1/2. Alcuni credono che le note basse fossero destinate al pedale, ma c'è disaccordo su questa interpretazione. Le note basse aggiuntive possono essere considerate come la versione originale che non fu cancellata quando Mozart decise di sostituirle con degli accordi.
Louis Schone realizzò un pianoforte a pedali per Robert Schumann nel 1843, quando si trovava a Dresda. Schumann preferiva un pianoforte verticale a pedali, e la sua tastiera a pedali aveva 29 note ed era collegata ad una meccanica posta sul retro del pianoforte dove era incorporata nella cassa una speciale tavola armonica, ricoperta da 29 corde. Schumann scrisse musica per il pianoforte a pedali ed era così entusiasta dello strumento che convinse Felix Mendelssohn, che possedeva un pianoforte a coda a pedali, a formare una classe ad esso dedicata al Conservatorio di Lipsia. Charles-Valentin Alkan possedeva un pianoforte a pedali Érard realizzato nel 1853 e ora conservato al Musée de la Musique, la storica collezione di strumenti del Conservatorio di Parigi. Alkan compose una serie di opere.
Gli altissimi e antieconomici costi di produzione e vendita, il peso eccessivo con le difficoltà di trasporto e movimento e alcune difficoltà tecniche decretarono l'abbandono dell'uso e sviluppo dello strumento già dagli inizi del XX secolo.

## Riscoperta nel XXI secolo

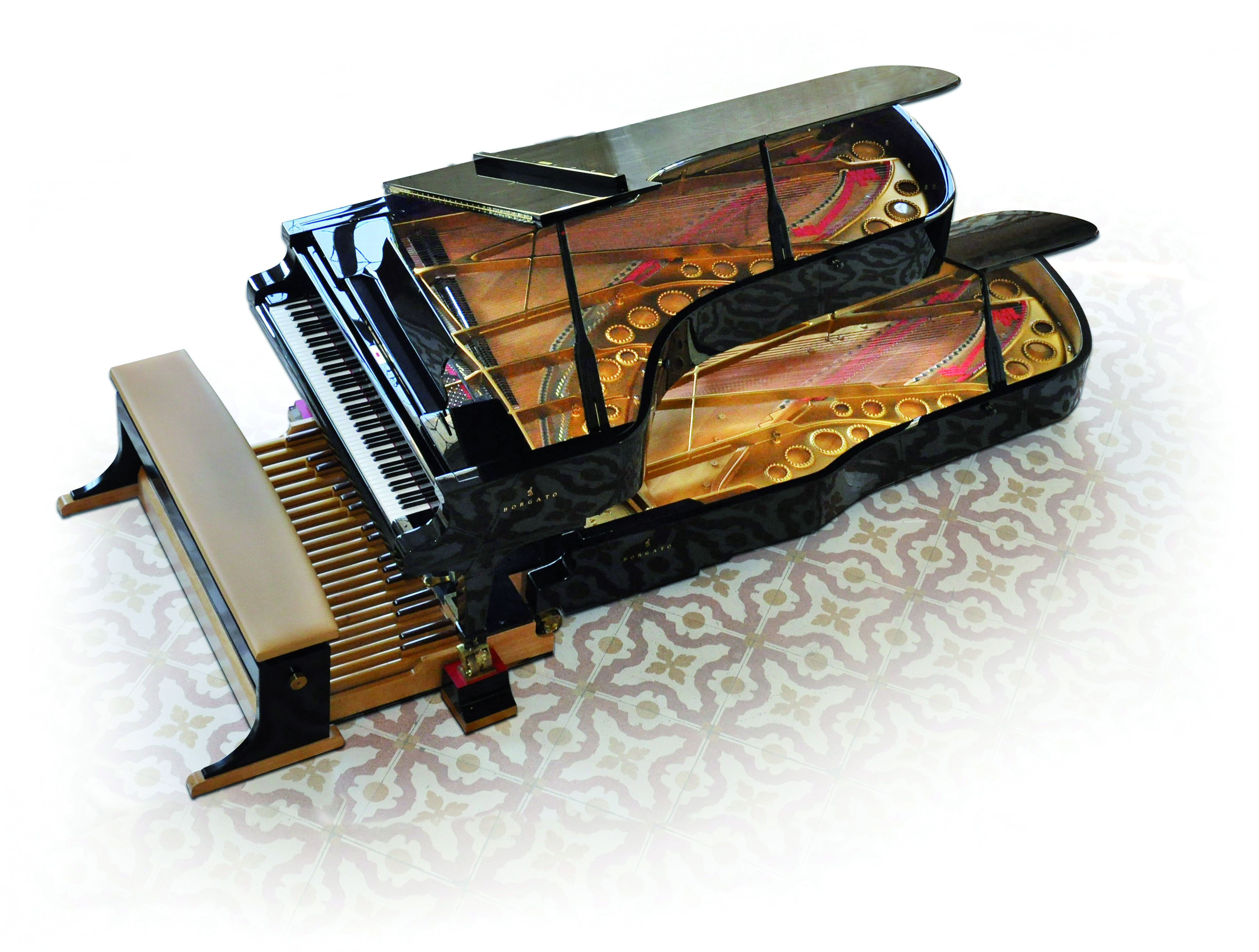
Doppio Borgato

Negli anni 2000 i pianoforti a pedali vengono riscoperti e realizzati in Italia da Luigi Borgato (che lo ha reinventato e brevettato) e dall'organaro Pinchi con il Pinchi pedal piano. Il doppio Borgato, nato come pedalpiano, è uno strumento indipendente con registro basso collegato ad una pedaliera, su cui può essere posizionato un pianoforte a coda. Borgato ha ampliato il registro del pianoforte basso a 37 note, da A0 a A3 (invece delle 30 o 32 standard di un organo).
Consiste di due pianoforti gran coda da concerto sovrapposti, dei quali uno è azionato da una tradizionale tastiera ed il secondo tramite una pedaliera da 37 pedali, simile a quella dell'organo. Ogni tastiera è dotata di corde proprie e di un sistema di martelletti, che viene attivato dalla pressione dei tasti. Le corde sono disposte in modo tale che la tastiera inferiore produca note basse, mentre quella superiore suona le note più acute.
Il sistema sviluppato da Pinchi, invece, permette di aggiungere la pedaliera a una qualsiasi coppia di pianoforti a coda o mezza coda.
Il 13 settembre 2011 il pianista italiano Roberto Prosseda ha presentato la prima moderna del Concerto per pianoforte a pedali e orchestra di Charles Gounod con l'orchestra diretta da Jan Latham Koenig.

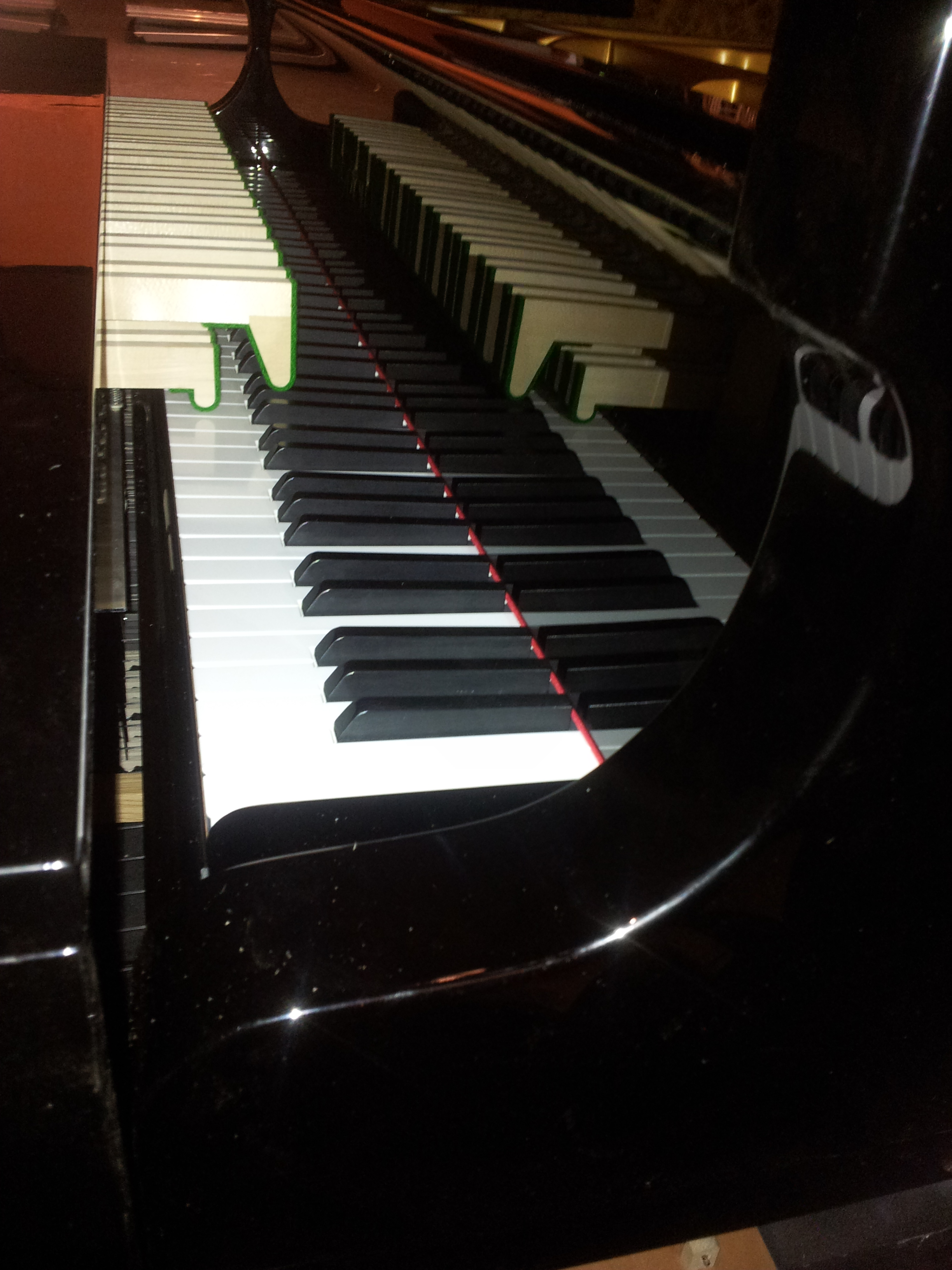
Meccanismo di funzionamento della pedaliera del Pinchi pedal piano

## Composizioni per pianoforte a pedali

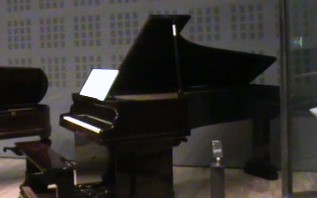
Il gran piano a pedali Érard appartenuto a Charles-Valentin Alkan, presso il Museo della musica di Parigi.

### XIX secolo
- Alexandre Pierre François Boëly (1785–1858)
  - 12 Pieces, Op. 18
- Ernst Richter (1808–1879)
  - 3 Preludes and Fugues, Op. 21[12]
- Robert Schumann (1810-1856)
  - Studien, Op. 56
  - Skizzen, Op. 58
  - 6 Fugues on B-A-C-H, Op. 60
- Franz Liszt (1811–1886)
  - Fantasy and Fugue on the chorale Ad nos, ad salutarem undam
- Charles Valentin Alkan (1813-1888)
  - 12 Études pour les pieds seulement
  - Benedictus in D minor, Op. 54
  - 13 Prières, Op. 64
  - 11 Grands Préludes et une transcription du "Messiah" de Händel, Op. 66
  - Impromptu sur le choral de Luther "Ein feste Burg ist unser Gott", Op. 69
  - Bombardo-Carillon for pedal-piano, four feet (or piano four hands)
- Charles Gounod (1818-1893)
  - Fantasie sur l'hymne national russe for pedal-piano and orchestra
  - Suite Concertante for pedal-piano and orchestra
  - Danse Roumaine for pedal-piano and orchestra
  - Concerto in E flat major for pedal-piano and orchestra
  - Marcia Solenne for pedal-piano
  - Larghetto for violin, viola, cello and piano with pedalboard
- Johann Georg Herzog (1822–1909)
  - 6 Fugues, Op. 37[13]
  - Passacaglia[14]
- Théodore Salomé (1834–1896)

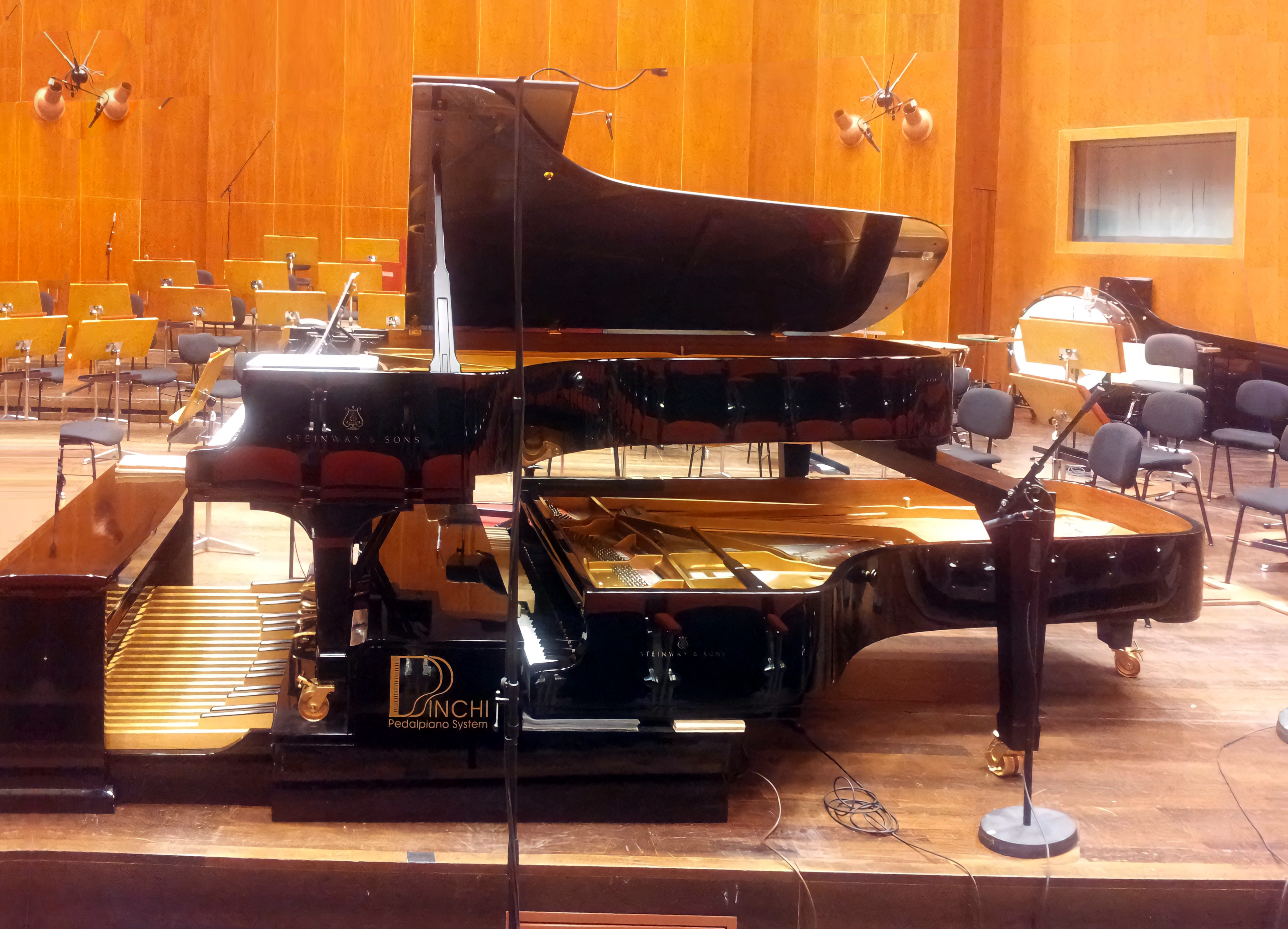
Doppio Steinway D sul Pinchi pedal piano

  - 10 Pièces pour orgue ou piano-pédalier, Volume 1
  - 10 Pièces pour orgue ou piano-pédalier, Volume 2
  - 12 Pièces nouvelles pour orgue ou piano-pédalier, Op. 59
- Camille Saint-Saëns (1835–1921)
  - Concerto for pedal piano and orchestra (prima versione del Piano Concerto No. 2)
- Théodore Dubois (1837–1924)
  - 12 Pièces pour orgue ou piano-pédalier
  - 12 Pièces nouvelles pour orgue ou piano-pédalier
- Filippo Capocci (1840–1911)
  - Doppio Steinway D sul Pinchi pedal piano10 Pièces pour orgue ou piano-pédalier
- Samuel-Alexandre Rousseau (1853–1904)
  - 15 Pièces pour orgue ou piano-pédalier

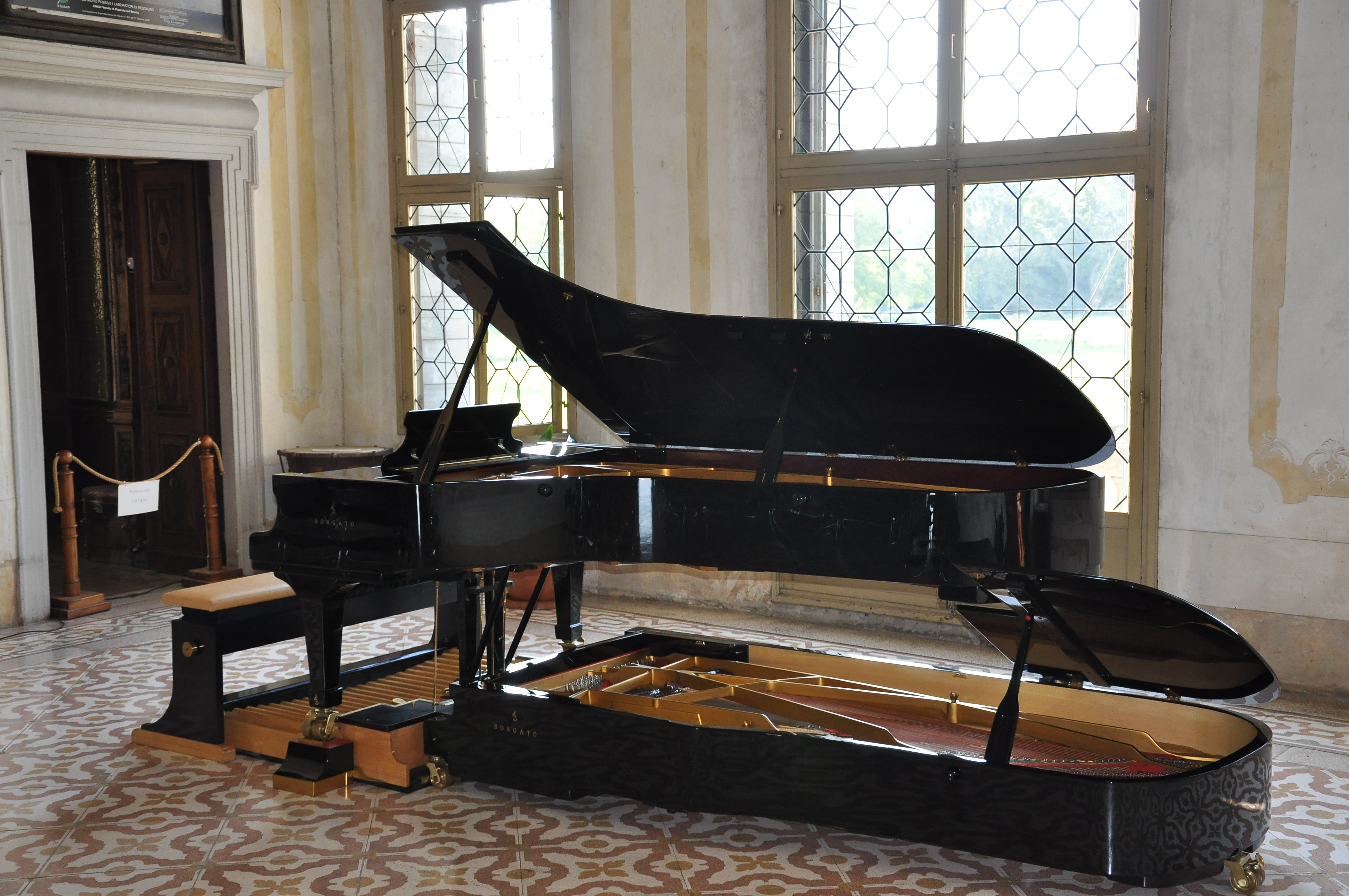
Doppio Borgato

- Léon Boëllmann (1862–1897)
  - 12 Pieces, Op. 16

### XXI secolo
- Cameron Carpenter
  - "Cameron Carpenter"
- Franco Oppo (1935-2016)
  - "Freu dich sehr o meine Seele" (2000)
- Jean Guillou (1930-2019)
  - "Epitases" (2002)
- Charlemagne Palestine
  - Compositions for pedal piano (2005)
- Ennio Morricone
  - Studio IV bis (2011)
- Andrea Morricone
  - Omaggio a J.S.B. (2011)
- Cristian Carrara
  - Magnificat for pedal piano and orchestra (2011)
- Nimrod Borenstein
- "Fireworks" Op. 57 per pianoforte con pedaliera (2011)
- Grieg-Borenstein "In the hall of the mountain-king" arrangiamento per pianoforte con pedaliera (2011)
- Michael Glenn Williams
  - Tip-Tap (2011)
- Francesco Trocchia
  - Trio Op. 15 n. 1 for pedal piano, cello and French horn (2013)
  - Diapositive di una metamorfosi for pedal piano, violin and cello (2014)
- Michael Bakrnčev
  - Fünf Charakterstücke für Pedalflügel (Five Character Pieces for Pedal Piano) (2016) Dedicated to Italian pianist Roberto Prosseda.
- Johannes Skudlik
  - "Johannes Skudlik transcriptions"
- Fabrizio Marchionni (1976-)
  - "S'Indàssa" (2000)

Bisogna comunque tenere presente che qualsiasi spartito scritto per organo con un'accollatura a tre righi può essere suonato su un pianoforte a pedali.